# CD5L
CD5L‏ (CD5 molecule like) هوَ بروتين يُشَفر بواسطة جين CD5L في الإنسان.